# Mantidactylus madecassus
Mantidactylus madecassus är en groddjursart som först beskrevs av Jacques Millot och Jean Guibé 1950.  Mantidactylus madecassus ingår i släktet Mantidactylus och familjen Mantellidae. IUCN kategoriserar arten globalt som starkt hotad. Inga underarter finns listade i Catalogue of Life.